# Urlo (Ivan Cattaneo)
Urlo è il quarto album di Ivan Cattaneo, pubblicato nel 1980.

## Descrizione
L'era delle etichette alternative sembra ormai svanita e Ivan pubblica Urlo con l'etichetta CGD. Il disco è sempre prodotto da Nanni Ricordi e gli arrangiamenti sono curati da Tony Mimms. Dall'album escono i singoli Pupa e Polisex.
Polisex diverrà il brano simbolo di Urlo e il più grande successo dell'artista. Urlo presenta sonorità più rock e mantiene la natura glam dell'artista, aggiungendo un tocco punk alla figura del cantautore. Non mancano i primi sintetizzatori che portano avanti la sperimentazione elettronica di Cattaneo, in particolare nei brani Extramore e Neonda.
Negli anni '80, Polisex diventò il brano che rappresentò la Milano, bisessuale.

## Tracce
1. Pupa – 4:17
2. Clinica Paradiso – 4:56
3. Madame Satan – 4:00
4. Polisex – 4:32
5. W la guerra – 4:18
6. Kiss me I'm italian – 4:35
7. Cha Cha Che Guevara – 4:14
8. Extramore – 4:47
9. Messaggio cifrato – 3:07
10. Neonda – 4:52

## Formazione
- Ivan Cattaneo – voce
- Carlo Pennisi – chitarra acustica, chitarra elettrica
- Dino D'Autorio – basso
- Walter Calloni – batteria
- Alessandro Centofanti – tastiera
- Giorgio Cocilovo – chitarra acustica, chitarra elettrica
- Pier Michelatti – basso
- Maurizio Preti – percussioni
- Sergio Farina – chitarra acustica, chitarra elettrica
- Claudio Pascoli – sax
- Aida Cooper, Lalla Francia, Silvia Annicchiarico, Pino Ferro, Lella Esposito, Arturo Zitelli – cori